# Gabara limaea
Gabara limaea är en fjärilsart som beskrevs av Druce 1890. Gabara limaea ingår i släktet Gabara och familjen nattflyn. Inga underarter finns listade i Catalogue of Life.